# Susanna Ringbom
Susanna Sofia Ringbom-Brandt, född 25 oktober 1939 i Borgå, är en finländsk skådespelare.

## Biografi
Ringbom studerade 1958–1960 vid Svenska Teaterns elevskola, var anställd vid denna scen 1961–1964 och 1980–2002 samt frilans 1964–1979. Sedan 1997 har hon hört till improvisationsteatern Stjärnfall. Hon gjorde tillsammans med sin man Nils Brandt och med sina barn 1972, 1978 och 1985 en serie för tv, som kunde kallas ett av de första reality-tv-programmen i finlandssvensk tv, Bergströms. Den populära familjen ställdes inför en mängd kluriga vardagsproblem som pockade på lösning, ofta på juridisk väg. På Svenska Teatern har hon gjort en stor mängd roller, bland annat Signe i Bo Carpelans pjäs Julafton, Meg i Brendan Behans Gisslan och i Sex roller söker en kvinna (samproduktion med Rasande rosorna i Ritva Siikalas regi). 
Samtidigt med arbetet på Svenska Teatern har Ringbom gjort en mycket bred och betydelsefull insats som fack- och föreningsaktiv, bland annat som ordförande i Finlands svenska skådespelarförbund 1985–2002 och vice ordförande i Finlands skådespelarförbund 1986–2001 samt ordförande i Forum artis 1995–1997.